# Стара Уппсала

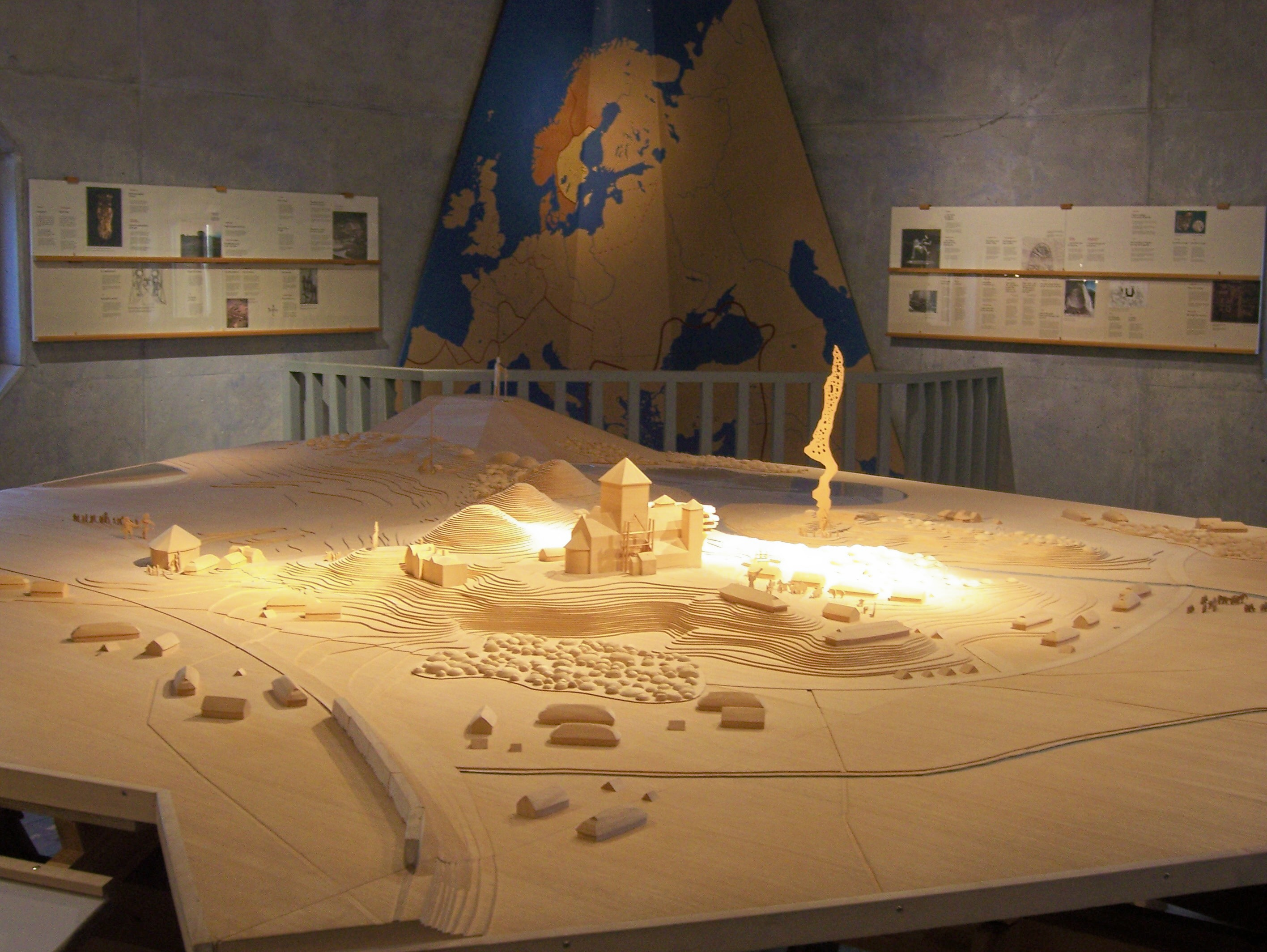
Макет Старої Уппсали в місцевому музеї

Стара Уппсала (швед. Gamla Uppsala [gamla ɵpsɑːla] — букв. «Стара Верхня Палата») — культовий і політичний центр язичницької Скандинавії, нині сільський прихід на північній околиці Уппсали в Швеції. У 1991 році Стара Уппсала налічувала 16231 парафіянина.
Перші згадки відносяться до III століття н. е., ранні писемні джерела описують Стару Уппсалу як столицю шведських конунгів. З давніх часів тут проводився Всешведський Тінг (давньоскан. allra Svía þing), поєднаний зі святом Дисаблот (давньоскан. Dísablót) і ярмаркою Дисатинг (давньоскан. Disæþing). Стара Уппсала була центром коронної власності — Надбання Уппсали. У 1164 році центр скандинавського язичництва був перетворений в архієпископство.

## Політичний центр
У шведській історіографії Стару Уппсалу заведено вважати резиденцією королів напівлегендарної династії Інглінгів, яка правила свеями починаючи c III—IV ст. У середні століття Стара Уппсала була великим селищем, східна частина якого, ймовірно, була центром мережі коронної власності — Надбання Уппсали, за допомогою якої конунг здійснював адміністративну та фіскальну владу. У західній частині селища знаходилися самі володіння конунга (швед. kungsgården).
З ранніх часів до середньовіччя в кінці лютого — початку березня в Старій Уппсалі проводився Загальносвейський Тінг. Згідно з Законом Уппланду влітку на ньому конунг оголошував про збір лейданга, визначалися команди і командири. Тінг проводився спільно з язичницьким святом Дисаблот і щорічним ярмарком Дисатинг, яка проводиться і сьогодні.
В епоху вікінгів (IX століття) центр шведської державності перемістився спочатку в Бирку — Ховгорден, а потім — в Сигтуну, однак свейського правителя за традицією називають «конунгом Уппсали» і досить пізні джерела, включаючи Інглінгатал (Ynglingatal), Сагу про інглінгів (Ynglinga saga), Закон Західного Готланду (Västgötalagen) і Гутасагу (Gutasaga).

## Кургани Уппсали

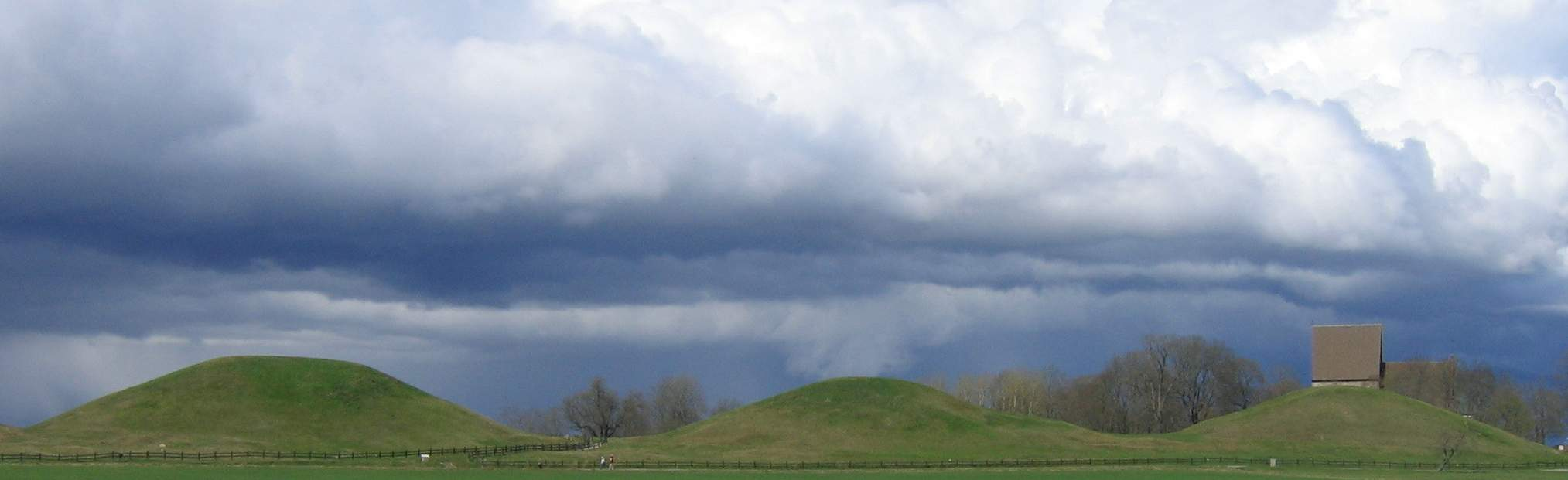
«Королівські кургани» Старої Уппсали.

Зі збережених пам'яток язичницької старовини найбільш примітні три величезних кургани, в яких, за переказами, були поховані свейські конунги V—VI ст. Вони здавна привертали увагу шведських історіографів. У XIX столітті поширювався погляд, що кургани природного походження, і для усунення всіх сумнівів король Карл XV дав згоду на проведення їх розкопок.
Археологічні дослідження підтвердили, що Уппсала V—VI ст. була політичним центром усього Уппланду, а кургани мають похоронний характер. З них були вилучені посипані коштовностями мечі франкської роботи, що походять з Середземномор'я шахи з слонової кістки, а також дивної форми шолом, єдиний аналог якого був знайдений в Саттон-Ху на південно-східному узбережжі Англії.

## Культовий центр

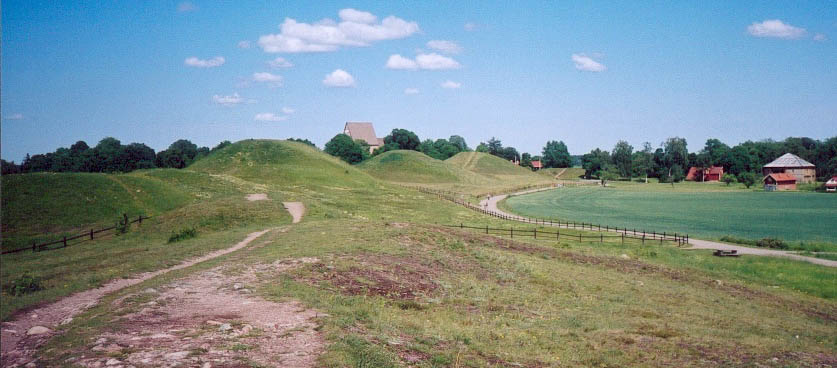

Уппсала була головним язичницьким центром у Швеції. Культове значення Уппсали ґрунтувалося на величезному капищі, останній розквіт якого припав на 1070-1080-ті рр. Один із сучасників, Адам Бременський, описує капище як «золотий храм», в якому були виставлені чудові дерев'яні ідоли богів Асів: Тора, Одіна і Фрейра.
Саксон Граматик вважав, що в давнину в Уппсалі знаходилася резиденція Одіна, Сноррі ж Стурлусон приписує будову капища Фрейру. Данський хроніст і ісландський поет сходяться в тому, що саме Фрейр заснував в Уппсалі блот, докладний опис якого наводиться в Адама. Після умертвіння дев'яти тварюк чоловічої статі їх закривавлені тіла вивішували на деревах сусіднього священного куща. За словами бременського хроніста, повішені пліч-о-пліч люди, пси і коні представляли моторошне видовище.
Припинення жертвоприношень і руйнування капища традиційно приписується Св. Олафу, хоча більш імовірно, що остаточне хрещення Уппсали відбулося не раніше правління Інге I (бл. 1087 року).

## Християнська Уппсала

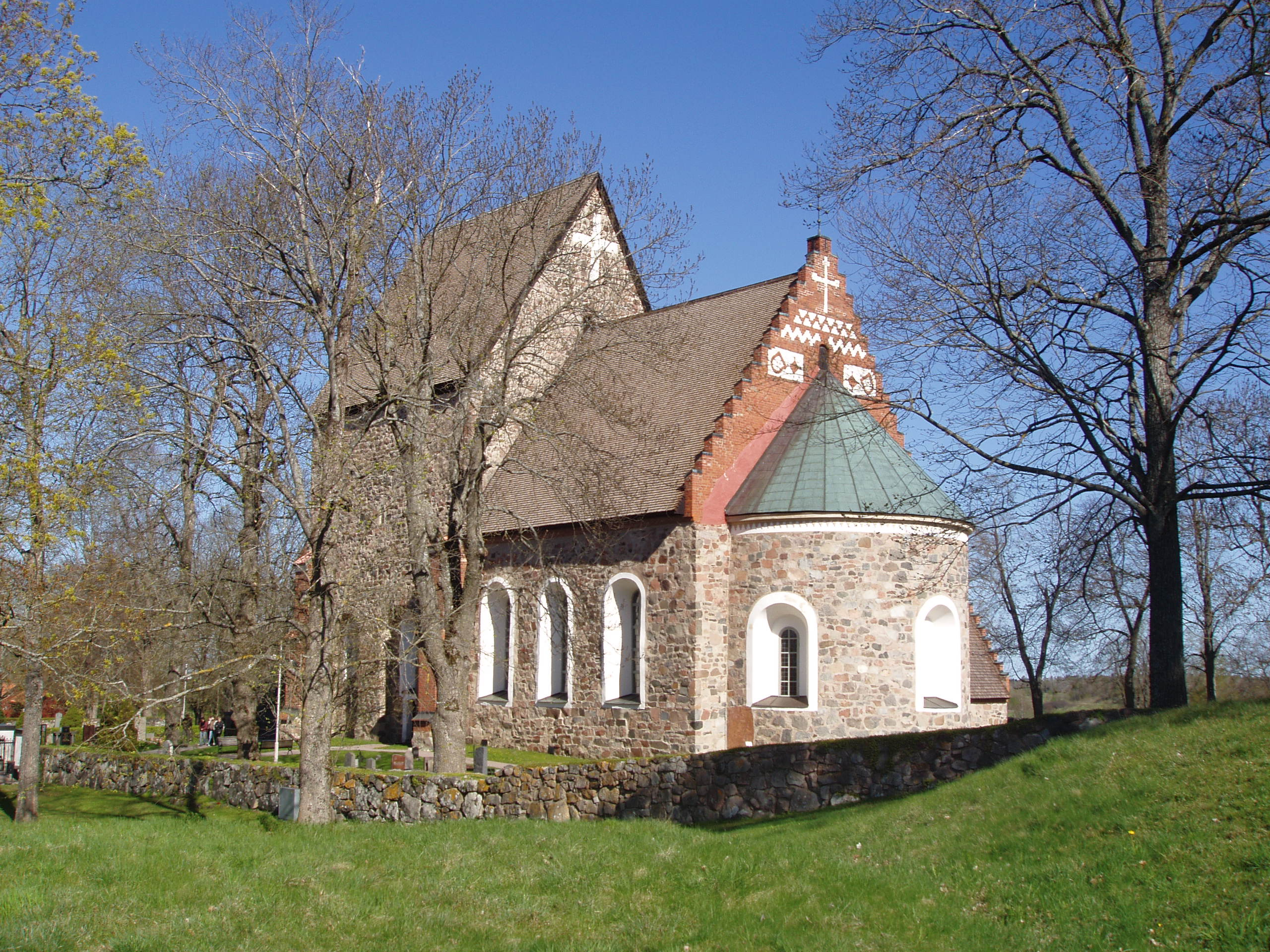
Середньовічна церква Старої Уппсали.

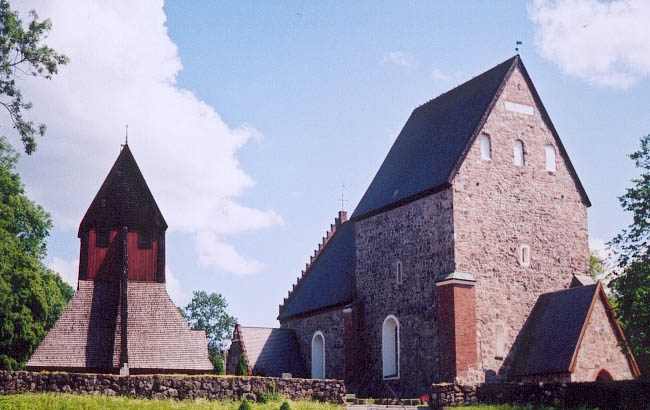
Церква із заходу

З метою викорінення язичницьких традицій, за велінням папи римського, Уппсалу зробили сильним християнським центром. В 1164 році був створено Римо-католицький архідіоцез Уппсали і був висвячений перший у Швеції архієпископ, примас шведських католиків, ним став цистерціанський монах Стефан з монастиря Альвастри.
В 1240 році кафедральна церква згоріла, в 1287 році почалося будівництво нового Кафедрального собору, яке тривало близько 150 років і тільки в 1435 році відбулось урочисте відкриття та освячення Уппсальского Кафедрального собору. В XVIII та XIX століттях собор перебудовувався, так що від оригінального середньовічного стилю собору збереглися лише цегляні стіни. Нині він є національною святинею, одним з найбільших соборів в Північній Європі і найбільшим в Скандинавії.
У зв'язку з пусткою стародавнього центру в 1273 році архієпископ Упсальський перебрався трохи південніше, в Естра-Арос (швед. Östra Aros), яке у зв'язку з цим було перейменовано в Уппсалу. Місце, де місто перебувало до цього, відтоді називається Старою Уппсалою.